# Řecká královská rodina
Řecká královská rodina (řecky Ελληνική βασιλική οικογένεια - Ellinikí vasilikí ikugénia) je jedna z linií glücksburské dynastie, která panovala v Řecku v letech 1863–1973 (s přerušením v letech 1924–1935). Prvním panovníkem z jejích řad byl Jiří I., syn krále Kristiána IX. posledním pak Konstantin II.
Rodina je úzce příbuzensky spřízněná s panující dánskou královskou rodinou šlesvicko-holštýnsko-sonderburkých Glücksburků – je jednou z linií téhož rodu, proto členům královské rodiny náleží titul princ řecký a dánský[zdroj⁠?!] a oslovení Královská Výsost.[zdroj⁠?!]. Rovněž tak jsou příbuzensky spjati s britskou i španělskou královskou rodinou.

## Exil

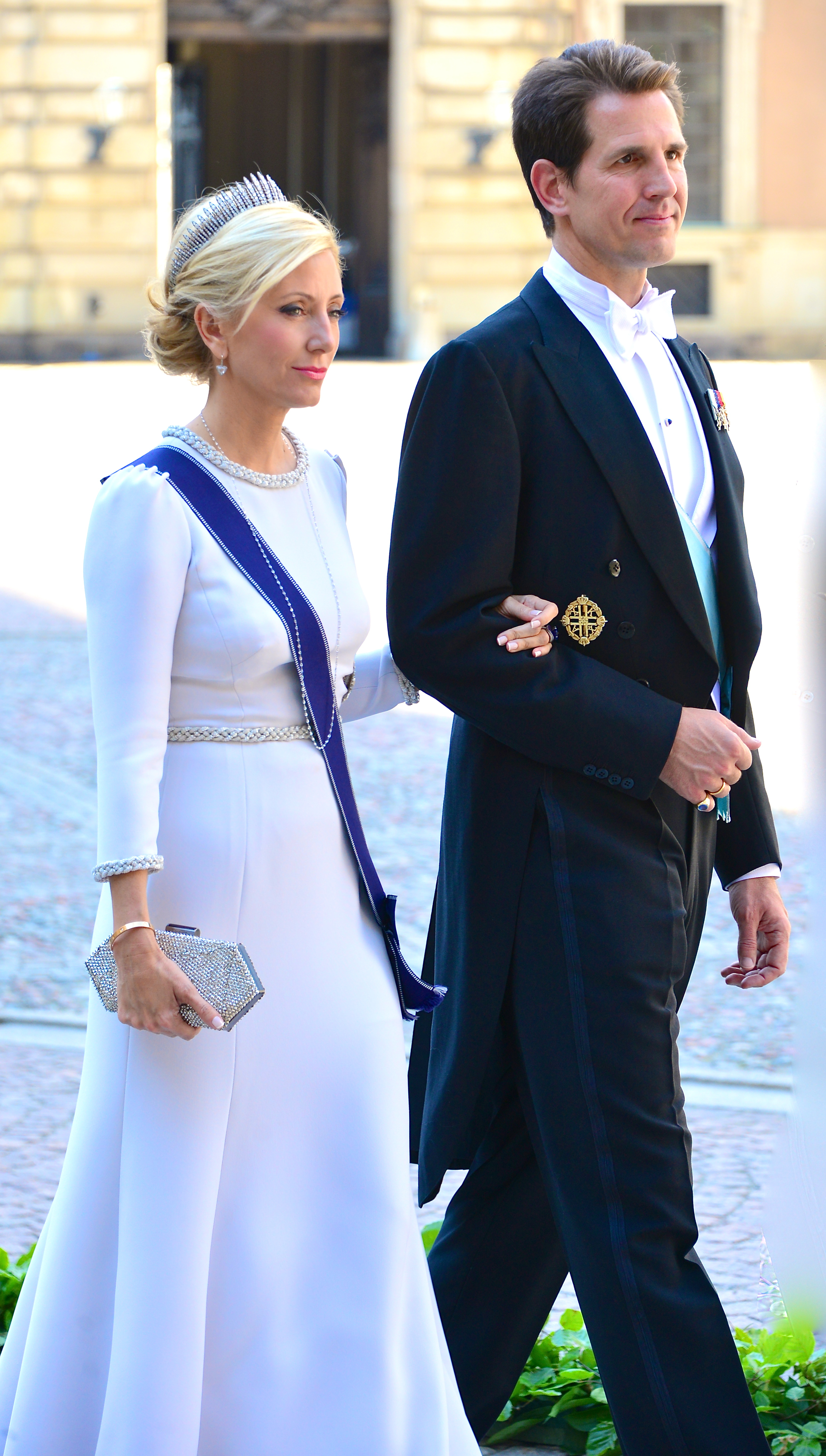
Korunní princ Pavel

Oficiální prapor řecké královské rodiny (1936-1974)

Po vojenském převratu v Řecku roku 1973 byla nastolena diktatura plukovníka Georgia Papadopula, a po zmanipulovaném referendu byla monarchie násilně svržena. Někteří členové řecké královské rodiny se uchýlili do zahraničí. Královna matka Frederika odešla ke své dceři královně Sofii do Španělska. Další členové se usídlili v Dánsku, v zemi původu svého rodu. Rodina stále drží nárok na osobní královské tituly, oslovení Královská Výsost uznané v mnoha státech Evropy, kde mimo jiné panují členové královské rodiny. Mohou mimo jiné se svolením dánského dvora a vlády, reprezentovat Dánské království v zahraničí, jako přímá následnická linie Kristiána IX., mají nárok na titul „princové dánští“ ve spojení k titulu „princové řečtí“.

## Vláda
Rod nastoupil na trůn poté, co Spojené království a Druhé Francouzské císařství donutili tehdejšího řeckého krále Otu z dynastie Wittelsbachů opustit zemi, když vojensky okupovaly přístav Pireus, aby Řekům zabránily spojit síly s Ruským impériem během Krymské války (1853–1856). Anglofrancouzský krok podnítil řeckou armádu k sesazení krále v roce 1862. Aby se vojenští velitelé zavděčili západoevropským mocnostem, nabídli korunu panovníkovi názorově a politicky blízkému Londýnu, kterého našli v princi Vilémovi Dánském, jehož sestra Alexandra byla vdaná za následníka britského trůnu Eduarda, knížete z Walesu. Británie se na oplátku vzdala svého dominia na Jónských ostrovech. Jiří I. se stal králem v roce 1863 a jeho potomci panovali v Řecku, s několika přestávkami, do roku 1973.
Vláda Jiřího I. byla ve znamení válek vedených kvůli rozšíření řeckého státního území vyhnáním dávných muslimských nájezdníků a vládců slovanské a středozemní Evropy, Osmanské říše, z evropského kontinentu. Po Berlínském (1878) a Cařihradském kongresu (1881) se Thesálie opět stala hlavním územím, po vítězství v Balkánských válkách a Bukurešťské smlouvě, se země rozšířila o Epirus a Makedonii.. Během 40 let se Řecku podařilo zdvojnásobit svou územní rozlohu.
Jiří I. zemřel v roce 1913, podle oficiální verze měl být zabit šílencem, ale o této verzi se vyskytly pochybnosti. Na jeho místo nastoupil jeho syn Konstantin I., který zastával proněmecký postoj: vzdělání dostal v Německu, sloužil v pruské armádě, kde se seznámil se svou pozdější manželkou Žofií Pruskou, sestrou císaře Viléma II. 27. října 1889. Jeho vláda, vedená Eleftheriem Venizelosem zastávala liberální směr a po vypuknutí první světové války, k Trojdohodě. To velmi brzo k vyostření vztahů mezi panovníkem a Venizelosem, a v roce 1916 na pokraj vypuknutí občanské války. Spojenci přiměly Konstantina I. a následníka trůnu Jiřího, aby odešli do exilu, když poté na jeho místo jako nového panovníka dosadili druhého syna expanovníka, Alexandra I., jenž však zemřel po necelých třech letech panování, na následky pokousání opicí. Oženil se se ženou z nižší šlechty, Aspasií Manuovou, která mu porodila dceru, Alexandru, pozdější poslední královnu Jugoslávie.

Územní expanze moderního Řecka za vlády krále Jiřího II.

Alexandrův mladší bratr odmítl nastoupit na trůn místo svého otce, a protože v té době právě skončila první světová válka a ústřední mocnosti byly poraženy, po krátkém regentství v čele s královnou matkou Olgou, byla národem v referendu z roku 1920 schválena možnost návratu Konstantina I. na trůn. Řecko patřilo na stranu vítězů ve “velké válce” a jako odstupné získalo část Turecka, území již dva tisíce let obývané kmeny řeckých národů: bohužel však řecká armáda nebyla schopna ubránit je proti reorganizovanému vojsku Kemala Atatürka, Řecko utrpělo několik vojenských porážek, které nakonec vedly k vítězství Turků a genocidě Řeků. Konstantin I. roku 1922 abdikoval a odešel do exilu v Palermu, kde následujícího roku zemřel.
K potěšení Angličanů se král Jiří II. ve druhé světové válce přidal na stranu Spojenců, což ovšem mělo za následek italskou invazi do Řecka (adoptivní vlast jeho sestry Ireny, vdané za vévodu Amadea Savojského, třetího vévodu z Aosty) a následné dobytí Řecka nacistickým Německem. V roce 1941 Jiří II. opět odcestoval do exilu, nejprve na Krétu a poté do Londýna, zatímco jeho bratranec Petr Řecký vstoupil do odboje a velel jednotce po boku vojsk Forces françaises libres. V roce 1946 se Jiří II. vrátil do Řecka poté, co proběhlo ústavní referendum, v němž zvítězili monarchisté, avšak poslední dny vlády krále byly poznamenány občanskou válkou. Král Jiří II. zemřel roku 1947.
Na jeho místo nastoupil jeho bratr Pavel I., mladý princ, jenž předtím v roce 1920 nechtěl nastoupit na trůn po králi Alexandrovi a upřednostnil nástup svého otce Konstantina I. Řecko během jeho vlády nastoupilo cestu velikého ekonomického rozvoje. Podobně jako předtím jeho rodičům, také jemu se podařilo vytvořit prestižní sňatek své dceři Sofii, která se vdala za dědičného korunního prince Španělska Jana Karla Bourbonsko-Španělského.
Král Pavel I. po delší nemoci roku 1964 zemřel a zanechal po sobě jako nástupce svého mladého syna Konstantina II. Ten společně s matkou a skupinou vojenských velitelů chtěl zamezit snahám levicových politických stran, napojených na Sovětský svaz, který financoval občanskou válku, o nastolení diktatury. 21. dubna 1967 byla svržena legitimní vláda skupinou důstojníků vedených plukovníkem Georgiem Papadopoulosem, což umožnilo takzvanou diktaturu plukovníků, která v první chvíli měla souhlas krále. Po několika měsících se však Konstantin II. pokusil o orientaci Řecka směrem k demokratičtějšímu způsobu vlády a zorganizoval protipuč, avšak “sametově” vedená akce nebyla úspěšná a vedla nakonec k tomu, že byl král nucen i s rodinou odejít do exilu do Říma .
1. června 1973 byl Konstantin II. prohlášen za sesazeného a Papadopoulos se prohlásil za prezidenta, poté následoval pilotovaný plebiscit, který 29. června potvrdil zrušení monarchie. Krátce po pádu prezidentské diktatury byl spěšně zorganizován další plebiscit, který 8. prosince 1974 měl potvrdit republikánskou formu země.

## Genealogie
```
 
Kristián IX.
 (1818–1906)
 = 
Luisa Hesensko-Kasselská
 (1817–1898)
 │
 ├── 
král Frederik VIII.
 (1843–1912)
 │   = 
Luisa Švédská
 (1851–1926)
 │
 ├── 
Alexandra Dánská
 (1844–1925)
 │   = 
Eduard VII. Britský
 (1841–1910)
 │
 ├── 
Jiří I.
 (1845–1913)
 │   = 
Olga Konstantinovna Romanovová
 (1851–1926)
 │     │
 │     ├── 
Konstantin I.
 (
1868
–
1923
)
 │     │   = 
Žofie Pruská
 (1870–1932)
 │     │   │
 │     │   ├── 
Jiří II.
 (1890–1947)
 │     │   │   = 
Alžběta Rumunská
 (1894–1956)
 │     │   │
 │     │   ├── 
Alexandr I. Řecký
 (1893–1920)
 │     │   │   = 
Aspasia Manuová
 (1896–1972)
 │     │   │   │
 │     │   │   └── 
Alexandra Řecká a Dánská
 (1921–1993)
 │     │   │       = 
Petr II. Jugoslávský
 (1923–1970)
 │     │   │
 │     │   ├── 
Elena Řecká a Dánská
 (1896–1982)
 │     │   │   = 
Karel II. Rumunský
 (1893–1953) 
 │     │   │
 │     │   ├── 
Pavel I.
 (1901–1964)
 │     │   │   = 
Frederika Hannoverská
 (1917–1981)
 │     │   │   │
 │     │   │   ├── 
Sofie
 (1938–souč.)
 │     │   │   │   = 
Jan Karel I. Španělský
 (1938–souč.)  
 │     │   │   │
 │     │   │   ├── 
Konstantin II. Řecký
 (1940–2023) 
 │     │   │   │   = 
Anne-Marie Dánská
 (1946–souč.)
 │     │   │   │   │
 │     │   │   │   ├── 
Alexie
 (1965–souč.)
 │     │   │   │   │   = 
Carlos Morales Quintana
 (1970–-souč.)
 │     │   │   │   │
 │     │   │   │   ├── 
Pavel
 (1967–souč.)
 │     │   │   │   │   = 
Marie-Chantal
  (1968–souč.)
 │     │   │   │   │
 │     │   │   │   ├── 
Nikolaos
 (1969–souč.)
 │     │   │   │   │   = 
Tatiana
 (1980–souč.)
 |     |   |   |   |
 │     │   │   │   ├── 
Teodora
 (1983–souč.)
 │     │   │   │   │
 │     │   │   │   └── 
Filip
 (1986–souč.)
 |     |   |   |       = 
Nina
 (1987–souč.)
 │     │   │   │
 │     │   │   └── 
Irena
 (1942–souč.)
 │     │   │
 │     │   ├── 
Irena
 (1904–1974)
 │     │   │   = 
Aimon Savojský
 (1902–1948)
 │     │   │
 │     │   └── 
Kateřina
 (1913–2007)
 │     │       = Richard Brandram (1911–1994)
 │     │
 │     ├── 
Jiří
 (1869–1957)
 │     │   = 
Marie Bonapartová
 (1882–1962)
 │     │   │
 │     │   ├── 
Petr
 (1908–1980) 
 │     │   │   = 
Irina Ovtčinniková
 (1900–1990)
 │     │   │
 │     │   └── 
Evženie
 (1910–1989)
 │     │       = Dominik Radziwill (1911–1976)
 │     │       = 
Raimondo della Torre e Tasso
 (1907–1986)
 │     │
 │     ├── 
Alexandra
 (1870–1891)
 │     │    = 
Pavel Alexandrovič Romanov
 (1860–1919) 
 │     │
 │     ├── 
Mikuláš
 (1872–1938)
 │     │   = 
Elena Vladimirovna Romanova
 (1882–1957)
 │     │   │
 │     │   ├── 
Olga
 (1903–1997)
 │     │   │   = 
Pavel Karađorđević
 (1893–1976)
 │     │   │
 │     │   ├── 
Alžběta
 (
1904
 – 
1955
)
 │     │   │   = Karel Teodor di Toerring-Jettenbach (1900–1967)
 │     │   │
 │     │   └── 
Marina
 (
1906
 – 
1968
)
 │     │       = 
Jiří Windsor, vévoda z Kentu
 (1902–1942)
 │     │
 │     ├── 
Marie
 (1876–1940)
 │     │   = 
Georgij Michajlovič Romanov
 (1863–1919)
 │     │
 │     ├── Olga (1880–1880)
 │     │
 │     ├── 
Ondřej
 (1882–1944)
 │     │   = 
Alice Battenberská
 (1885–1869)
 │     │   │
 │     │   ├── 
Margarita
 (1905–1981)
 │     │   │   = Gottfried di Hohenlohe-Langenburg (1897–1960)
 │     │   │
 │     │   ├── 
Teodora
 (1906–1969) 
 │     │   │   = 
Berthold Bádenský
 (1906–1963)
 │     │   │
 │     │   ├── 
Cecílie
 (1911–1937)
 │     │   │   = 
Jiří Donát Hesenský
 (1906–1937)
 │     │   │
 │     │   ├── 
Sofie
 (1914–2001)
 │     │   │   = 
Kryštof Hesensko-Kaselský
 (1901–1943)
 │     │   │   = 
Jiří Vilém Hannoverský

 │     │   │
 │     │   └── 
Filip
 (1921–2021)
 │     │       = 
Alžběta II.
 (1926–2022)
 │     │       │
 │     │       └── 
Mountbatten-Windsor

 │     │   
 │     └── 
Kryštof
 (1888–1940)
 │         = 
Nancy Stewart Worthington Leeds
 (1878–1923)
 │         = 
Františka Orleánská
 (1902–1953) 
 │         │
 │         └── 
Michal
 (1939–souč.)
 │             = 
Marina Karella
 (1940–souč.)
 │             │
 │             ├── Alexandra (1968–souč.)
 │             │   =  Nicolas Mirzayantz
 │             │
 │             └── 
Olga
 (1971–souč.)
 │                 = 
Aimon Savojský
 (1967–souč.)
 │
 ├── 
Dagmar Dánská
 (1847–1928)
 │   = 
Alexandr III. Ruský
 (1845–1894)
 │
 ├── 
Thyra Dánská
 (1853–1933)
 │   = 
Arnošt August, vévoda z Cumberlandu
 (1845–1923) 
 │ 
 └──  
Valdemar
 (1858–1939)
     = 
Marie Orleánská
 (1865–1909)
```